# Wszystko Co Najważniejsze
Wszystko Co Najważniejsze – polski magazyn opinii wydawany od 2014 roku przez Fundację Instytut Nowych Mediów, której prezesem jest Eryk Mistewicz. Pierwszym redaktorem naczelnym była Anna Białoszewska-Styk. Od czerwca 2017 r. redakcją Wszystko Co Najważniejsze kieruje prof. Michał Kleiber. „Wszystko Co Najważniejsze” jest zarejestrowanym tytułem prasowym. Magazyn został zarejestrowany w międzynarodowym systemie informacji o wydawnictwach ciągłych (ISSN 2449-7991). Od 2017 roku wydawany jest także miesięcznik „Wszystko Co Najważniejsze” w papierze, dostępny do kupienia w sieci salonów EMPIK i wysyłkowo: https://www.sklepidei.pl/

## Misja i działalność
Celem magazynu jest dostarczenie wartościowej wiedzy czytelnikom, poruszenie najważniejszych i najbardziej aktualnych tematów, w poważny oraz precyzyjny sposób, aby powrócić do stylu tygodników opinii z dawnych lat. Hasło magazynu brzmi: „informacje zamieniamy w wiedzę”.
W magazynie poruszane są tematy dotyczące życia codziennego: społeczne, kulturalne, polityczne, historyczne, ukazane z innej perspektywy. Pismo ma także swoją stronę w mediach społecznościowych, takich jak: Twitter, Facebook, Youtube, Linkedin. Na stronie internetowej magazynu oraz na platformie YouTube dostępne są podcasty z artykułami. Od jakiegoś czasu działa aplikacja na smartfony, ułatwiająca czytanie tekstów.
Redakcja magazynu znajduje się w dawnej sali konferencyjnej tygodnika „Na Przełaj”, w budynku byłej Rozgłośni Harcerskiej, gdzie mieszkał i pracował Leopold Tyrmand. Prace redakcyjne wykonywane są również w oddziale Instytutu Nowych Mediów w Paryżu.
Papierowa wersja magazynu dostępna jest stacjonarnie w sklepach sieci Empik oraz wysyłkowo w Sklepie Idei.

## Autorzy
Wśród autorów znajdują się liderzy opinii, naukowcy, artyści, filozofowie, politycy, dyplomaci, prawnicy, menadżerowie, odkrywcy, działacze społeczni. Są to m.in.: prof. Pascal Salin, prof. Pierre Manent, prof. Luc Ferry, prof. Rémi Brague, Jacques Attali, Laurent Alexandre, Alice Latiemier, Marjorie Pisani, Michel Houellebecq, Geoffroy Lejeune, prof. Michał Kleiber, prof. Andrzej Jajszczyk, prof. Wojciech Roszkowski, prof. Andrzej Nowak, prof. Ewa Thompson, Mateusz Morawiecki, Jakub Kumoch, Krzysztof Zanussi, Ewa K. Czaczkowska, Tom Nichols.
Do tej pory na łamach magazynu ukazało się ponad 3400 tekstów, autorstwa ok. 1200 ekspertów.

## Projekty
Redakcja organizuje spotkania, debaty, konferencje, dyskusje, warsztaty mentorskie, z których teksty publikowane są w magazynie. Od stycznia 2020 r. w sobotnie wieczory ukazywał się także program telewizyjny „Debata Tygodnia Wszystko Co Najważniejsze” w Polsat NEWS.
Magazyn jest partnerem innych wydarzeń intelektualnych w Polsce i za granicą takich jak Kongres Polska Wielki Projekt, Forum Ekonomicznego w Krynicy, Konferencji Science: Polish Perspectives czy Kongresu 590.
Wydawca magazynu – Instytut Nowych Mediów – jest również organizatorem międzynarodowych projektów promujących Polskę za granicą, jak „Opowiadamy Polskę Światu” – akcja promocji polskiej historii w 80. rocznicę wybuchu II wojny światowej. Przy współpracy z „Wszystko Co Najważniejsze”, opiniotwórcze gazety z całego świata: „Le Figaro”, „Washington Post”, „Die Welt”, „L’Opinion”, „El Mundo”, „Le Soir”, „Chicago Tribune”, „Sunday Express” zamieściły od 31 sierpnia do 1 września 2019 teksty o historii Polski w związku z 80. rocznicą wybuchu II wojny światowej. Zasięg akcji wyniósł 453 miliony odbiorców. Teksty magazynu publikowane są również w pismach opinii w Europie i USA, z okazji polskich świąt narodowych. Wiele artykułów tłumaczonych jest na inne języki. Od poniedziałku do piątku o 14:40 do zarejestrowanych odbiorców wysyłane jest „Popołudniowe Espresso” – autorski przegląd najważniejszych wydarzeń dnia, przygotowany przez redaktora Michała Kłosowskiego.